# アイントラハト＝シュタディオン
アイントラハト＝シュタディオン（独: Eintracht-Stadion) は、ドイツ・ニーダーザクセン州ブラウンシュヴァイクにある多目的スタジアムである。アイントラハト・ブラウンシュヴァイクがホームスタジアムとして使用している。

## 歴史

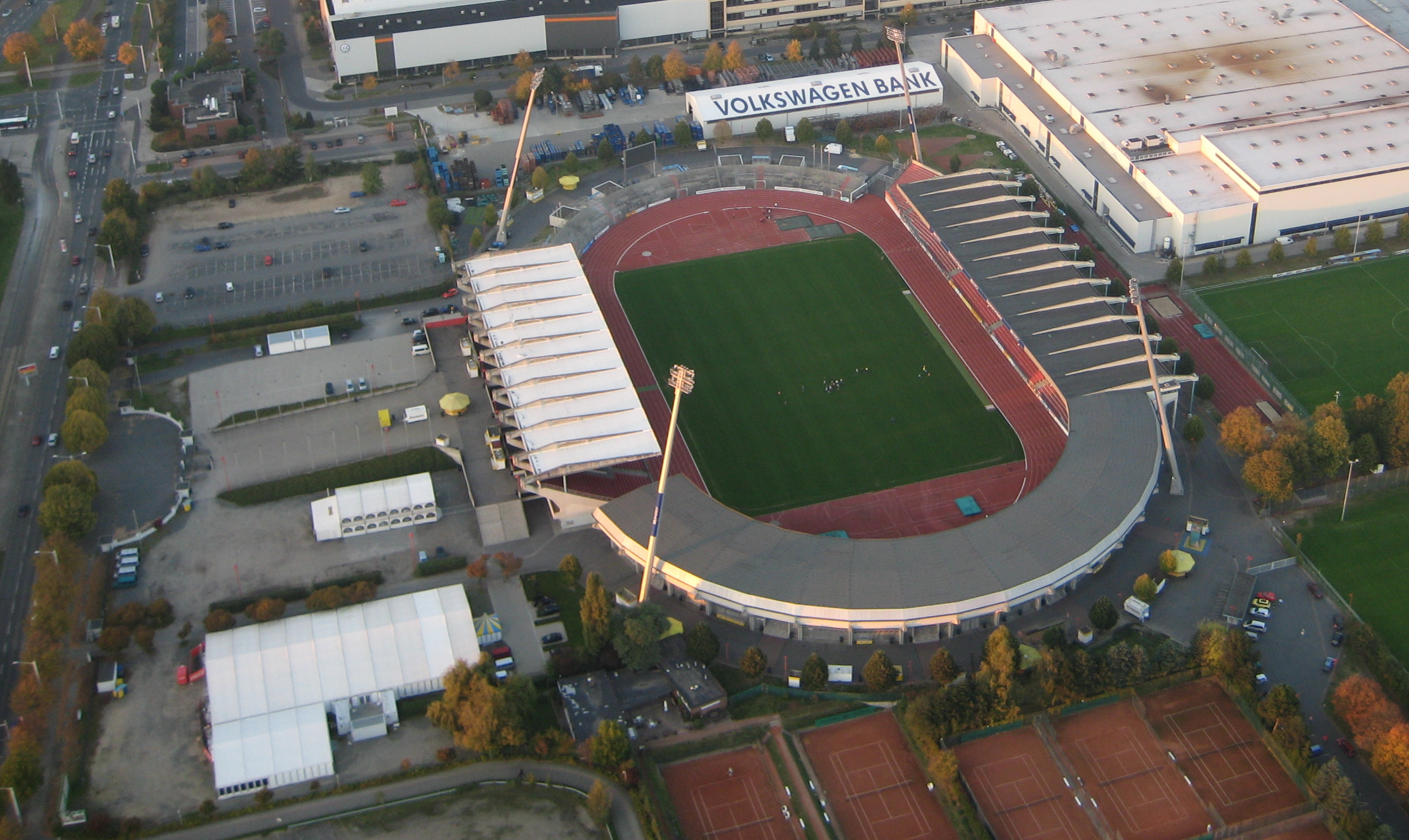
2009年-13年の再建前の空中写真

1920年代初頭、アイントラハト・ブラウンシュヴァイクは、3,000人を収容するシュポルトプラッツ・アン・デア・ヘルムシュテッター・シュトラーセでホームゲームを行った、より大きなスタジアムの必要性から1923年にブラウンシュヴァイクの主要幹線道路の1つである市北部のハンブルガー・シュトラーセにあるアイントラハト＝シュタディオンが建設された。
1923年6月17日、新しいスタジアムに1.FCニュルンベルクとの親善試合でオープンした。
1955年、アイントラハト＝シュタディオンでは、カールスルーエSCとシャルケ04のドイツサッカーカップであるDFBポカールの決勝戦が開催され、カールスルーエが3-2で勝利した。
当初、スタジアムは最大24,000人を収容していましたが、1963年にドイツで新しい全国的なブンデスリーガが導入されると、収容人数は38,000人に増加した。
1981年、財政難によりクラブはスタジアムをブラウンシュヴァイク市に売却することを余儀なくされてしまった。
1982年、スタジアムの正式名称はStädtisches Stadion an der Hamburger Straße（「シュテッティシェス・シュタディオン・アン・デア・ハンブルガー・シュトラーセ」）を変更された。スタジアムは1995年に再び改装され、収容人数は25,000人に減少した。
2008年、地元企業のグループが市からスタジアムの命名権を購入し、シュテッティシェス・シュタディオン・アン・デア・ハンブルガー・シュトラーセから元のアイントラハト＝シュタディオンに名称を戻した。

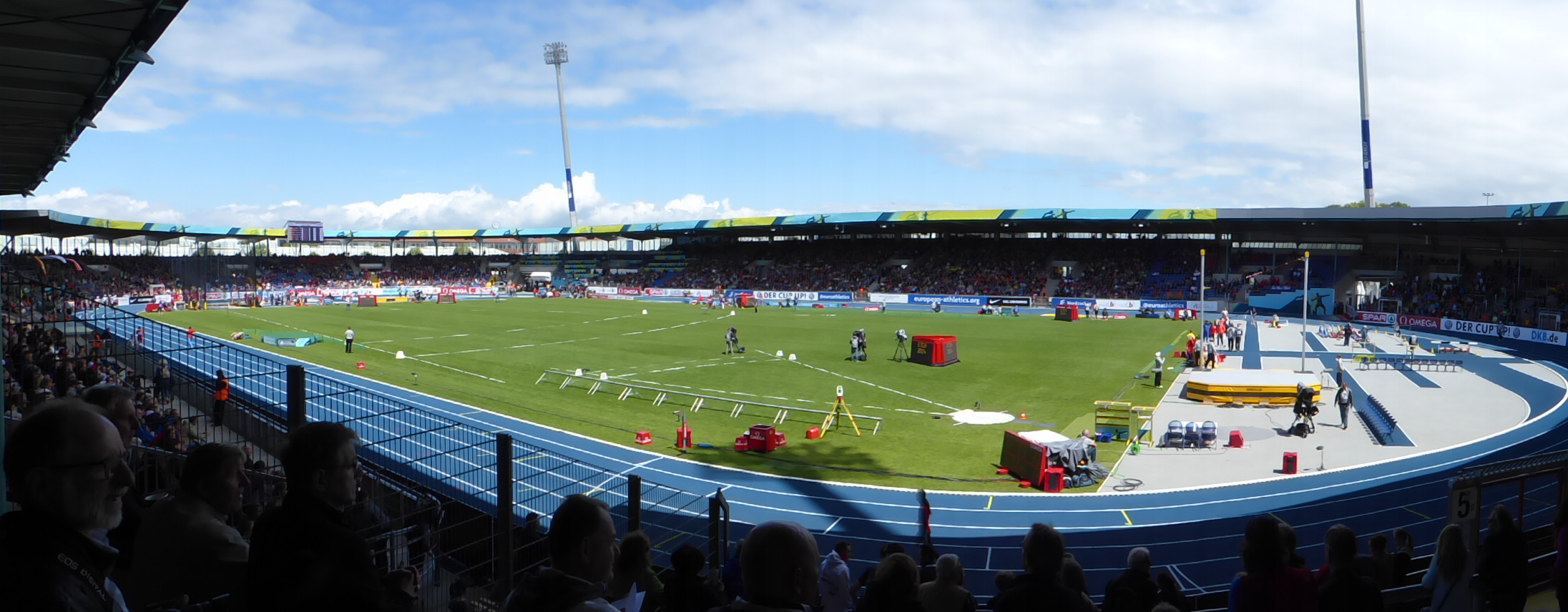
2014年のヨーロッパ選手権期間中のアイントラハト＝シュタディオン

2009年から2010年にかけて、北側のスタンドは屋根付きで拡張された。
2011年から2013年にかけて、スタジアムは再び再建され、今回はメインスタンドが近代化された。
スタジアムの公式収容人数は25,540人から24,406人に減少した。

## 陸上競技
アイントラハト＝シュタディオンはドイツのプロサッカー界で現存する数少ないランニングトラックのあるスタジアムの1つで、陸上競技の会場としても使用されている。
このスタジアムは、2000年、2004年、2010年にドイツ陸上競技選手権大会を開催した。
2012年、ヨーロッパ陸上競技連盟。